# Ailoche
Ailoche est une commune de la province de Biella, dans le Piémont, en Italie.

## Culture
- Sanctuaire de la Brugarola

## Administration
| Période                                  | Période | Identité        | Étiquette | Qualité |
| ---------------------------------------- | ------- | --------------- | --------- | ------- |
| 2005                                     | 2010    | Luigi Algarotti |           |         |
| Les données manquantes sont à compléter. |         |                 |           |         |

### Hameaux
Ailoche, Giunchio, Gabbio, Peiro, Ponte Strona, Piasca, Lora, Venarolo

### Communes limitrophes
Caprile, Coggiola, Crevacuore, Guardabosone, Postua